# EA Black Box
EA Black Box (tên trước đây là Black Box Games) là một nhà phát triển trò chơi điện tử có trụ sở tại Vancouver, British Columbia, Canada, được thành lập vào năm 1983 bởi những người làm cũ của Radical Entertainment.
Black Box trước đây được phát triển cho các nhà phát hành trò chơi như Sega, Midway Games, và Electronic Arts. Sau khi được mua lại vào tháng 6 năm 2002, nó trở thành một công ty lép vốn thuộc sở hữu của EA Canada.
Ngày 19 tháng 12 năm 2008, EA Black Box thông báo rằng nó sẽ đóng cửa xưởng làm việc tại Vancouver và chuyển hoạt động về xưởng Burnaby của EA Canada, như là một phần của kế hoạch hợp nhất toàn cầu của Electronic Arts. Hãng nhà lập trình game này đã đổi tên thành Quicklime Games trong thời gian lập trình và phát triển game Need for Speed World. Electronic Arts đã chính thức đóng cửa hãng lập trình game này vào tháng 4 năm 2013.

## Các trò chơi đã phát triển
- NHL 2K (Dreamcast, 2000)
- NASCAR 2001 (PlayStation, 2000)
- NHL Hitz 20-02 (GameCube, PlayStation 2, Xbox, 2001)
- Sega Soccer Slam (GameCube, PlayStation 2, Xbox, 2002)
- NHL Hitz 20-03 (GameCube, PlayStation 2, Xbox, 2002)
- Need for Speed: Hot Pursuit 2 (PlayStation 2, 2002)
- NHL 2004 (GameCube, PlayStation 2, Xbox, 2003)
- Need for Speed: Underground (GameCube, PlayStation 2, Windows, Xbox, 2003)
- NHL 2005 (GameCube, PlayStation 2, Xbox, 2004)
- Need for Speed: Underground 2 (GameCube, PlayStation 2, Windows, Xbox, 2004)
- Need for Speed: Most Wanted (PlayStation 2, Windows, Xbox, Xbox 360, 2005)
- Need for Speed: Carbon (Macintosh, PlayStation 2, PlayStation 3, Wii, Windows, Xbox, Xbox 360, 2006)
- Skate (PlayStation 3, Xbox 360, 2007)
- Need for Speed: ProStreet (PlayStation 2, PlayStation 3, Wii, Windows, Xbox 360, 2007)
- Need for Speed: Undercover (PlayStation 2, PlayStation 3, Wii, Windows, Xbox 360, 2008)
- Skate It (Wii)
- Skate 2 (PlayStation 3, Xbox 360, 2009)
- Skate 3 (PlayStation 3, Xbox 360, 2010)
- Need for Speed: World (Windows, 2010)
- Need for Speed: The Run (PlayStation 3, Xbox 360, Wii, Nintendo 3DS, Windows, 2011)[3][4][5]